# Marki (przystanek kolejowy)
Marki – przystanek kolejowy na nieistniejącej już linii Mareckiej Kolei Dojazdowej.

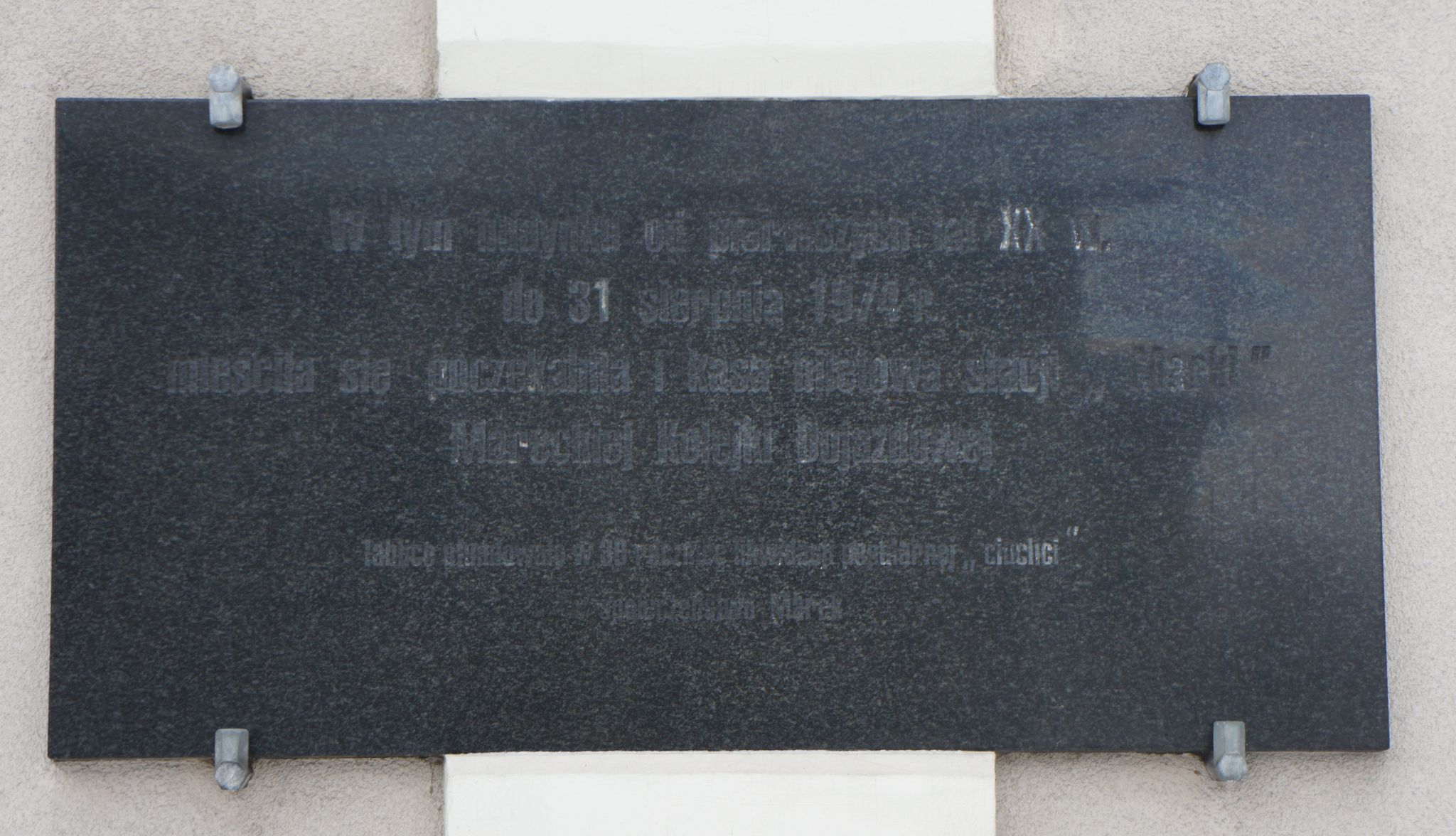
Tablica pamiątkowa na budynku dawnej stacji i kasy biletowej